# Tollel-Kaya
Tollel-Kaya est une localité située dans le département de Markoye, dans la province d'Oudalan, région Sahel au Burkina Faso.